# Jussi Björling

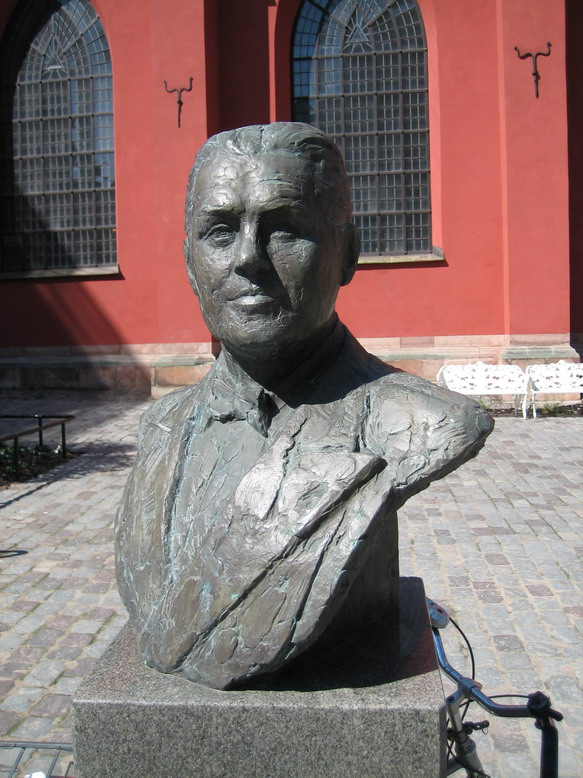
Busto de Björling em Estocolmo

Johan Jonatan "Jussi" Björling (5 de fevereiro de 1911 — 9 de setembro 1960) foi um tenor sueco, que atuou na Ópera de Estocolmo (1931-1939) e na Metropolitan Opera em Nova Iorque (1938-1958). Foi um dos cantores de ópera mais importantes do século XX.

## Biografia
Björling fez sua primeira aparição no palco na pequena parte como o Lamplighter em Manon Lescaut na Ópera Real Sueca em 21 de julho de 1930. Isso foi logo seguido por seu papel de estreia oficial como Don Ottavio em Don Giovanni de Mozart em 20 de agosto de 1930, com seu professor John Forsell como protagonista. Seus outros dois papéis de estreia oficiais se seguiram; Arnold em William Tell de Rossini em 27 de dezembro, e Jonatan em Saul og David por Carl Nielsen em 13 de janeiro de 1931. Isso levou a um contrato com a Royal Swedish Opera, onde Björling adicionou 53 partes até 1938. Entre os papéis que lhe foram confiados estavam Erik em Der fliegende Holländer, Almaviva em O Barbeiro de Sevilha, Duca em Rigoletto, Wilhelm Meister em Mignon, Fausto, Vasco Da Gama em L'Africaine, Rodolfo em La Bohème com Hjördis Schymberg, Tonio em La fille du régiment, Florestan em Fidelio e Belmonte em Die Entführung aus dem Serail. Ele foi o primeiro sueco Dick Johnson em La fanciulla del West, Luigi em Il tabarro, Elemer em Arabella e Vladimir em Prince Igor, notavelmente desempenhando o papel ao lado de Feodor Chaliapin em 1935.
Em julho de 1931 ele apareceu em recital no Tivoli de Copenhague, sua primeira aparição fora da Suécia como um adulto. Björling apareceu com bastante frequência como recitalista, muitas vezes aparecendo em recitais de verão em parques folclóricos escandinavos e tivolis, enquanto se limitava à música mais séria durante suas turnês de recital no exterior. Em 1936-1937 ele apareceu pela primeira vez em recital e ópera em Viena e Praga e também apareceu em Berlim, Dresden e Nuremberg em óperas em sueco em um conjunto alemão. Em 1937, Björling fez sua estreia em Londres e sua primeira turnê americana como adulto. Björling fez sua estreia em concertos americanos no Carnegie Hall em 1937 - também aparecendo na ópera em Chicago naquele ano. Em 24 de novembro de 1938 ele fez sua estreia no Metropolitan Opera como Rodolfo em La Bohème, onde permaneceu na lista até 1941, muitas vezes aparecendo em ópera em San Francisco e Chicago também.
Em dezembro de 1940, Arturo Toscanini convidou Björling para cantar a parte de tenor na Missa solene de Beethoven em Nova York, cuja gravação existe. Björling também realizou o Verdi Requiem sob Toscanini em 1939 em Lucerna, Suíça, e em novembro de 1940 em Nova York, outra performance que foi gravada e eventualmente lançada como um LP.
Björling fez sua estreia na Royal Opera House em Londres em 1939 como Manrico em Il trovatore. A guerra limitou suas aparições à Europa. Ele apareceu na ópera em Copenhague, Helsinque e Budapeste e fez sua estreia italiana no Teatro Comunale, Florença, em 1943 em Il trovatore. Em 1944, Björling foi nomeado hovsångare (ou seja, "Cantor da Corte Real") pelo rei sueco, Gustaf V.
Em 1945, Björling retornou aos EUA e apareceu frequentemente no Metropolitan Opera. Ele cantou muitos papéis de tenor principais em óperas no repertório francês e italiano, incluindo Il trovatore, Rigoletto, Aida, Un ballo in maschera, Cavalleria rusticana, Faust, Roméo et Juliette, La bohème, Madama Butterfly, Tosca e Manon Lescaut. Ele apareceu como Don Carlo na abertura da temporada 1950-1951, mas a relação com Rudolf Bing foi tensa, e como consequência ele esteve ausente por algumas temporadas em meados da década de 1950. Enquanto isso, Björling apareceu com outras companhias de ópera americanas, como a Ópera Lírica de Chicago e a Ópera de São Francisco.
Björling apareceu no La Scala em 1946 em Rigoletto e 1951 em Un ballo in maschera. Sua estreia planejada em Paris em 1953 foi cancelada, no entanto, e exceto por recitais no Reino Unido, algumas apresentações na Iugoslávia, Alemanha Oriental e África do Sul em 1954, Björling raramente apareceu fora da Escandinávia e Estados Unidos.
Em 15 de março de 1960, Björling sofreu um ataque cardíaco antes de uma apresentação de La Bohème no Covent Garden. Ele insistia em cantar, apesar de sua condição. Björling então fez uma curta turnê americana, fazendo sua última performance operística como Fausto em São Francisco em 1 de abril de 1960 e seu último recital em Skansen, Estocolmo, em 20 de agosto de 1960 (trinta anos após sua estreia oficial em 1930). Ele morreu de problemas relacionados ao coração na ilha de Siarö [sv], Suécia, em 9 de setembro de 1960, aos 49 anos.

## Homenagens
Durante sua vida, Björling recebeu muitas ordens, condecorações, cidadanias honorárias e outras honrarias de monarcas, governos e organizações culturais e de caridade na Suécia, Finlândia, Dinamarca, Islândia, Letônia, Bélgica, Grécia, Hungria e EUA.
- Nomeado Hovsångare (Cantor da Corte Real) pelo Rei da Suécia em 1944.
- Membro eleito da Kungl. Musikaliska Akademien (Academia Real de Música da Suécia) em 1956.
- Recebeu o Grammy Award de Melhor Performance Vocal Clássica, 1960 (pelo LP "Bjoerling in Opera")
- Classificado como o maior cantor do século pela Classic CD (Reino Unido) "Top Singers of the Century" Critics' Poll (Junho de 1999).
- Ele tem uma cadeira dedicada a ele no Kilbourn Hall na internacionalmente renomada Eastman School of Music.
- Entrou para o Hall da Fama da Gramophone em 2012.[7]

## Gravações Selecionadas
- Il trovatore, Manrico, Covent Garden, 1939.
- La traviata, Alfredo, Royal Opera House (Stockholm), 1939.
- Romeo et Juliette, Romeo, 1940
- Un ballo in maschera, Riccardo, Met, 1940.
- Il trovatore, Met, 1941.
- Rigoletto, Met, 1945.
- Il trovatore, Met, 1947.
- Romeo et Juliette, Met, 1947.
- La bohème, Met, 1948.
- Manon Lescaut, Met, 1949.
- Don Carlo, Met, 1950.
- Faust, Met, 1950.
- Il trovatore, Studio, 1952.
- Pagliacci, Studio, 1953.
- Tosca, Rome Opera House, 1957.
- Jussi Björling in song, RCA, 1952.
- Turandot, RCA, 1959

## Ligações externa
- Sociedade Jussi Björling dos EUA
- Perfil de Jussi Björling
- Coleção Jussi Björling na Universidade de Indiana
- Discografia na SonyBMG Masterworks
- História do Tenor - Clipes de Som e Narração
- svd.se